# Lusovenator santosi
Lusovenator santosi (lat. "cazador lusitano") es la única especie conocida del género extinto Lusovenator de dinosaurio terópodo carcarodontosáurido que vivió a finales del período Jurásico, hace aproximadamente 152 millones de años, durante el Kimmeridgiense, en lo que es hoy Europa.
Esta nueva especie ha sido identificada a partir de restos recogidos en las dos últimas décadas en los yacimientos de Praia de Valmitão, Lourinhã y Cambelas, Torres Vedras, ambos situados en el litoral portugués a unos 60 kilómetros al norte de Lisboa. Inicialmente, estos restos se atribuyeron a una forma cercana al terópodo Allosaurus, uno de los dinosaurios carnívoros mejor conocidos y más abundantes del Jurásico Superior. Sin embargo, un análisis más detallado de los restos ha permitido relacionarlos con los carcarodontosáurios, un grupo hasta ahora desconocido en niveles tan antiguos en el hemisferio norte.
El nombre genérico de la nueva especie, Lusovenator, significa cazador de Lusitania, mientras que el nombre específico es un homenaje a José Joaquim dos Santos, un aficionado de la paleontología que a lo largo de más de 30 años ha descubierto un gran número de yacimientos con dinosaurios en la región oeste de Portugal en colaboración con los grupos de investigación que trabajan en la zona.El holotipo se trata de un ejemplar juvenil de unos 3 metros hallado en Praia de Valmitão, Lourinhã.
En la actualidad la colección de restos fósiles descubiertos por José Joaquim dos Santos pertenece a la Cámara Municipal de Torres Vedras y está gestionada por la Sociedad de Historia Natural y contienen ejemplares tan conocidos como la serie tipo del dinosaurio saurópodo Oceanotitan dantasi, el pequeño ornitópodo Eousdryosaurus nanohallucis, o la tortuga Hylaeochelys kappa.
Se pensaba que los carcarodontosáurido estaban temporalmente restringidos al Cretácico, siendo conocido de todas las masas de tierra con la excepción de la Antártida. Excepciones a esto se encontraba en el Veterupristisaurus de Tanzania, y que se han informado recientemente  materiales fragmentarios de los estratos del Jurásico superior de China, Alemania y Portugal.
El análisis filogenético realizado por los autores recuperó Lusovenator santosi como un carcarodontosáurido temprano. Fue diagnosticado por una combinación exclusiva de caracteres, que incluye tres características autapomórficas, grandes huecos en el arco neural de las vértebras dorsales anteriores, láminas longitudinales continuas y bien desarrolladas que se extienden desde la punta de las prezigapófisis hasta el extremo distal de las postzigapófisis en las vértebras caudales medias y una cresta supraacetabular de ilion formando una plataforma prominente que se proyecta ventrolateralmente.
Lusovenator santosi es el carcarodontosáurido más antiguo descubierto hasta ahora en Laurasia y respalda inequívocamente la hipótesis de una radiación del clado durante el Jurásico. La identificación de este taxón resalta la gran diversidad de terópodos de cuerpo medio a grande en la última parte del Jurásico Tardío de la península ibérica. Los carcarodontosáuridos no se conoce en los niveles correlativos de la Formación Morrison de América del Norte, y la existencia de contactos después del Titoniense tardío entre estas masas de tierra podría explicar la distribución de este clado y otros grupos de dinosaurios presentes en el Jurásico ibérico y en el Cretácico inferior de América del Norte.